# Банкура
Банкура (англ. Bankura) — город в индийском штате Западная Бенгалия. Административный центр округа Банкура. Средняя высота над уровнем моря — 78 метров. По данным всеиндийской переписи 2001 года, в городе проживало 128 811 человек, из которых мужчины составляли 51 %, женщины — соответственно 49 %. Уровень грамотности взрослого населения составлял 74 % (при общеиндийском показателе 59,5 %). Уровень грамотности среди мужчин составлял 81 %, среди женщин — 67 %. 10 % населения было моложе 6 лет.